# Oediceroides rostrata
Oediceroides rostrata är en kräftdjursart som beskrevs av Stebbing 1883. Oediceroides rostrata ingår i släktet Oediceroides och familjen Oedicerotidae. Inga underarter finns listade i Catalogue of Life.